# Самогова, Гошнау Аюбовна
Гошнау Аюбовна Самогова (31 января 1928, аул Псейтук, Адыгейская (Черкесская) автономная область — 1995) — адыгская советская певица (лирическое сопрано), поэт, композитор, народная артистка РСФСР (1982).

## Биография
Гошнау Аюбовна Самогова родилась 31 января 1928 года в ауле Псейтук Тахтамукайского района. После школы поступила в Майкопский учительский институт, затем один год работала в Адыгейском научно-исследовательском институте языка, литературы и истории. После этого работала год в Адыгейском книжном издательстве в должности редактора художественной литературы.
Училась на вокальном отделении Ленинградской консерватории имени Н. А. Римского-Корсакова, которую окончила с отличием. Ещё будучи студенткой консерватории, пробовала себя как композитор. 
Выступала как солистка Адыгейской областной филармонии. Изучала адыгейский музыкальный фольклор, была автором книги «Народное песнетворчество адыгов». Выпустила три сборника песен: «Гупшыс» («Раздумье», 1963),  «Гъатхэм ымакъ» («Голос весны», 1968), «Угу сызэрилъыр!» («Живу в твоем сердце», 1976). Как композитор написала кантату «Адыгея — гордость моя» на стихи Киримизе Жанэ, вокально-симфоническую поэму «Когда солнце взошло над морем» на стихи Руслана Нехая, вокальный цикл «Я буду петь» на стихи Xусена Андрухаева, цикл романсов на стихи Сергея Есенина. Гастролировала в Болгарии, Польше, Германии.
Исполняла музыку в классической манере. В репертуар певицы входили сотни произведений советской и зарубежной классики, а также большое количество адыгских народных песен. Ёе песня «У адыгов обычай такой» на стихи Киримизе Жанэ стала визитной карточкой исполнительницы. 
Умерла в 1995 году.

## Награды и премии
- Заслуженная артистка РСФСР (15.08.1967).
- Народная артистка РСФСР (1982).
- Орден Дружбы народов (29.01.1988)[1].
- Орден «Знак Почёта» (27.10.1967)[2].
- Медаль «В ознаменование 100-летия со дня рождения Владимира Ильича Ленина» (1970).
- Почётные грамоты Адыгейского обкома КПСС и Адыгейского облисполкома.